# Roberto Calovi
Roberto Calovi (nascido em 26 de março de 1933) é um ciclista italiano que competia em provas de ciclismo de pista. Competiu na perseguição individual e terminou em décimo lugar nos Jogos Olímpicos de 1984 em Los Angeles.